# Original Dixieland Jass Band
Gli Original Dixieland Jass Band (abbreviato in O.D.J.B.) sono stati un gruppo jazz statunitense, formatosi nel 1916 a New Orleans e composto da cinque musicisti, tra i quali gli italo-americani Nick La Rocca e Tony Sbarbaro: La Rocca fu fondatore e sempre leader del gruppo, che nella sua storia vide alternarsi diversi musicisti e tra questi altri  italoamericani. Già alla fine del 1917 cambiarono "Jass" in "Jazz".
Il gruppo compose e fu il primo a registrare molti classici del jazz, fra cui il primo singolo, Livery Stable Blues (1917), e il loro brano più famoso, Tiger Rag. Gli Original Dixieland Jass Band furono spesso citati come i "creatori del jazz" perché furono la prima band a registrare jazz a fini commerciali e a realizzare brani di grande successo in questo nuovo genere musicale.
Nel 1917 apparvero nel film The Good for Nothing.

## I musicisti
- batteria: Tony Sbarbaro (come Tony Spargo);
- trombone: Edwin "Daddy" Edwards;
- cornetta: Dominic James "Nick" La Rocca (leader);
- clarinetto: Larry Shields;
- pianoforte: Henry Ragas.

## I brani registrati
- Livery Stable Blues
- Palesteena